# Dublje (gmina Trstenik)
Dublje (cyr. Дубље) – wieś w Serbii, w okręgu rasińskim, w gminie Trstenik. W 2011 roku liczyła 448 mieszkańców.